# Gare centrale Krung Thep Aphiwat
La gare centrale Krung Thep Aphiwat (thaï : สถานีกลางกรุงเทพอภิวัฒน์), couramment appelée la gare centrale de Bang Sue (สถานีกลางบางซื่อ), est une gare située à Bangkok, capitale de la Thaïlande. Son ouverture officielle a eu lieu le 19 janvier 2023 la faisant le principal nœud ferroviaire de Thaïlande, en remplacement de la gare Hua Lamphong.
La gare centrale Krung Thep Aphiwat a été construite au nord de la ville dans le khet de Chatuchak.

## Histoire

### Première gare

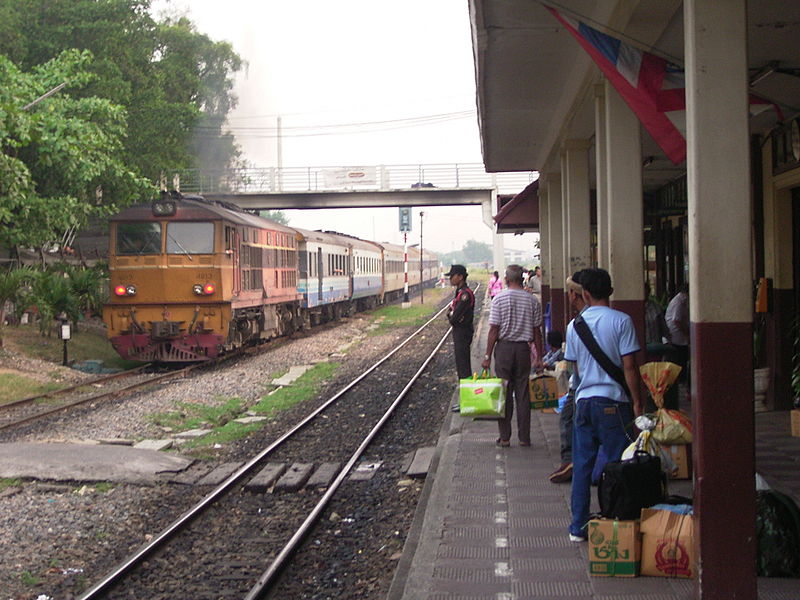
La gare historique de Bang Sue.

La gare historique de Hua Lamphong est amenée à devenir un musée dès son déclassement.

### Nouvelle gare

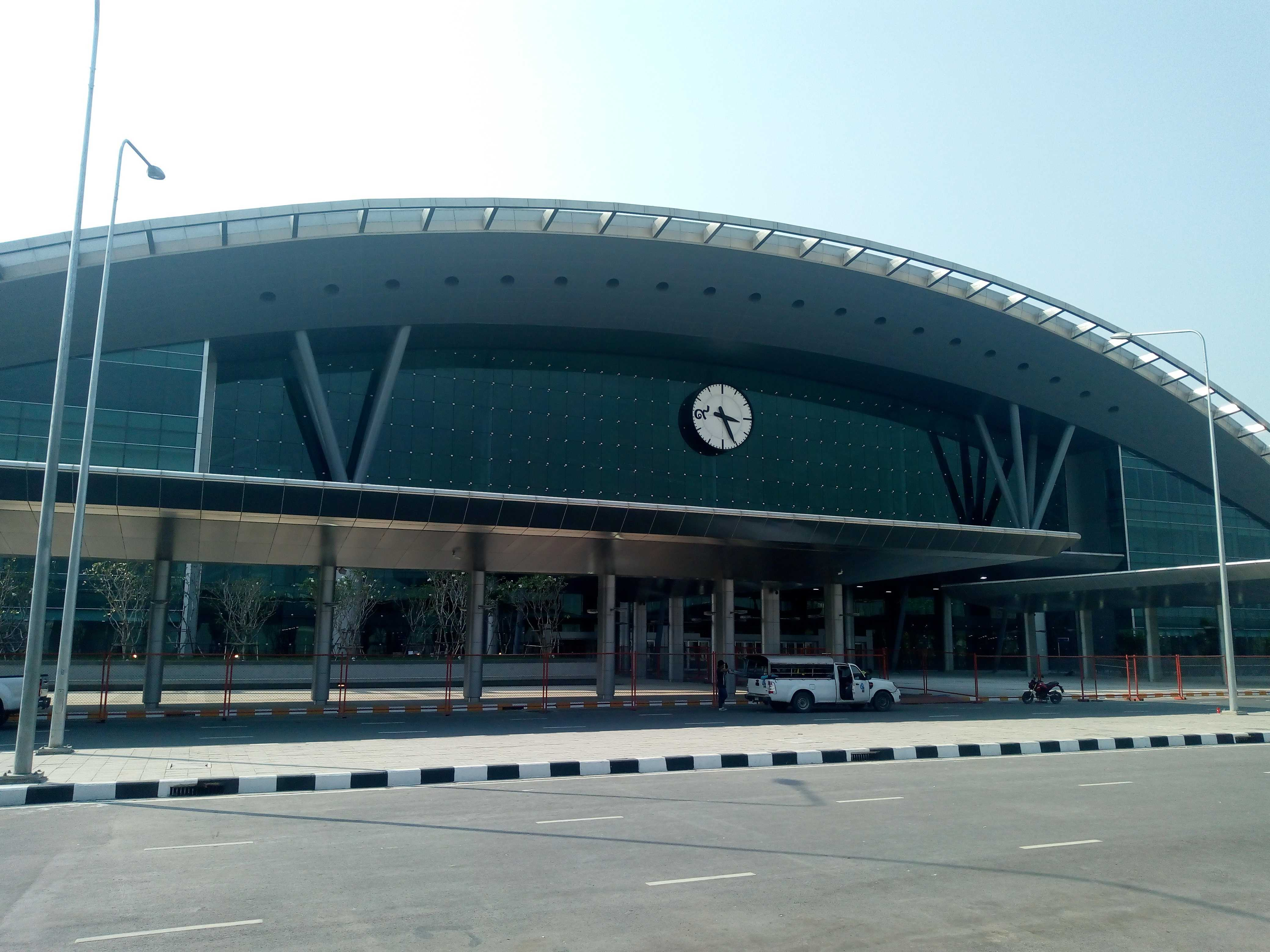
Façade de la gare centrale

La création de cette grande infrastructure est la première étape d'un ambitieux projet urbain de création d'un quartier d'affaires dans le quartier Taopoon-Bangsue.
La nouvelle gare de Bang Sue est la plus grande d'Asie du Sud-Est. Elle mesure 596 mètres de longueur, et couvre une superficie totale de 274 192 m2,.

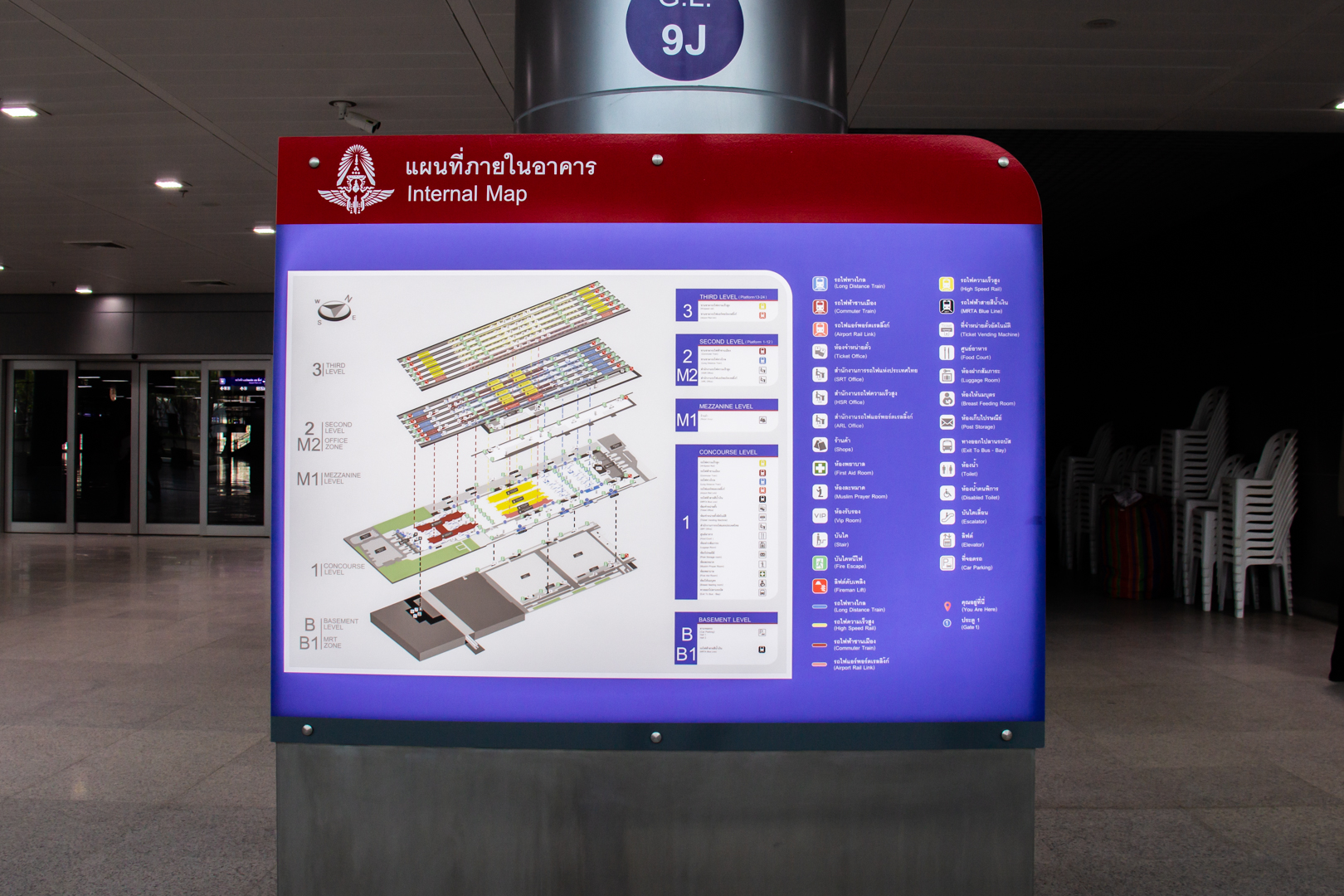
Plan des quatre niveaux de la gare

Les vingt-six quais de la gare se répartissent sur quatre niveaux. Au sous-sol, la gare est desservie par le métro. Le rez-de-chaussée comprend la salle des pas perdus, les guichets et salons passagers. Au premier étage, quatre quais accueillent les lignes suburbaines pourpre et bleue, et douze quais les trains traditionnels grandes lignes. Enfin, le deuxième étage est celui des lignes à grande vitesse, sur dix quais, dont quatre affectés à la desserte des aéroports.
La nouvelle gare sera à même de traiter des flux quotidiens de 600 000 voyageurs, soit dix fois la capacité de l'ancienne gare.

## Service des voyageurs

### Intermodalité
La gare est en correspondance avec une station du métro desservie par : Ligne pourpre, Ligne bleue.